# Aramecina
Aramecina è un comune dell'Honduras facente parte del dipartimento di Valle.
L'abitato venne fondato a seguito della scoperta di importanti giacimenti minerari avvenuta nel 1578.